# Paradosso dell'amicizia
Il  paradosso dell'amicizia è il fenomeno osservato per la prima volta dal sociologo Scott L. Feld nel 1991 per il quale la maggior parte della gente ha meno amici di quanti ne hanno i suoi amici, in media. Può essere spiegato come una forma di errore di campionamento nel quale le persone con più grandi numeri di amici hanno più possibilità di essere osservati tra i propri amici. In contraddizione con questo, la maggior parte delle persone pensano di avere più amici dei loro amici.
La stessa osservazione può essere applicata più generalmente a qualunque rete sociale definita da altre relazioni a parte l'amicizia: per esempio, i partner sessuali della maggior parte delle persone hanno avuto (in media) un più grande numero di partner sessuali di loro.

## Spiegazione matematica
Nonostante sembri un paradosso, il fenomeno è reale, e può essere spiegato come una conseguenza delle proprietà matematiche generali delle rete sociali.
Formalmente, Feld assume che una rete sociale è rappresentata da un grafo indiretto G = (V, E), dove il set di vertici V corrisponde alle persone nella rete sociale, ed il set di lati E corrisponde alla relazione di amicizia tra le coppie di persone, assumendo, dunque, che l'amicizia è una relazione simmetrica: se X è un amico di Y, allora Y è un amico di X. Feld modella il numero medio di amici di una persona nella rete sociale come la media di gradi dei vertici nel grafo. Cioè, se il vertice v ha d(v)  lati che lo toccano (rappresentando una persona che ha d(v) amici), allora il numero medio μ di amici di una persona a caso nel grafo è
{\displaystyle \mu ={\frac {\sum _{v\in V}d(v)}{|V|}}={\frac {2|E|}{|V|}}.}
Il numero medio di amici che ha una persona media può essere modellato scegliendo una persona a caso (che ha almeno un amico), e poi calcolando quanti amici hanno i suoi amici in media. Questo è uguale a scegliere, uniformemente a caso, un lato del grafo (rappresentando una coppia di amici) e il punto finale di un lato (uno degli amici), e di nuovo calcolando il grado del punto finale selezionato. La probabilità di un certo vertice {\displaystyle v} di essere scelto è :
{\displaystyle {\frac {d(v)}{|E|}}\times {\frac {1}{2}}}
Il primo fattore corrisponde a quanto è probabile che il lato scelto contenga il vertice, il quale diventa più grande quando il vertice ha più amici. Il fattore dimezzante arriva semplicemente dal fatto che ogni lato ha due vertici. Così il valore atteso del numero di amici di un individuo a caso è:
{\displaystyle \sum _{v}\left({\frac {d(v)}{|E|}}\times {\frac {1}{2}}\right)\times d(v)={\frac {\sum _{v}d(v)^{2}}{2|E|}}}
Conosciamo dalla definizione di varianza :
{\displaystyle {\frac {\sum _{v}d(v)^{2}}{|V|}}=\mu ^{2}+\sigma ^{2}}
dove {\displaystyle \sigma ^{2}} è la varianza di gradi nel grafico. Ciò permette noi di computare il valore desiderato aspettato :
{\displaystyle {\frac {\sum _{v}d(v)^{2}}{2|E|}}={\frac {|V|}{2|E|}}(\mu ^{2}+\sigma ^{2})={\frac {\mu ^{2}+\sigma ^{2}}{\mu }}=\mu +{\frac {\sigma ^{2}}{\mu }}}
Per un grafo che ha vertici di diversi gradi (come è tipico delle reti sociali), sia μ che {\displaystyle {\sigma }^{2}} sono positivi, il che implica che il grado medio dell'amico è più grande del grado medio di un nodo a caso.
Dopo questa analisi, Feld conclude che in una rete sociale, la maggior parte delle persone tende ad avere meno amici della media del numero di amici dei loro amici. Questa conclusione non è tuttavia una certezza matematica; esistono infatti grafi indiretti (come il grafo ottenuto rimuovendo un singolo lato da un grafo completo) in cui la maggior parte dei vertici ha un grado maggiore della media dei gradi vicini. Questi grafi, però, raramente modellano reti sociali reali.

## Applicazioni
L'analisi del paradosso dell'amicizia implica che gli amici di individui scelti a caso sono inclini ad avere una centralità maggiore della media. Questa osservazione è stata usata come un modo di prevedere e rallentare il corso di una pandemia, usando questo processo di selezione casuale per scegliere individui da immunizzare a monitorare per infezioni evitando il bisogno di una computazione complessa della centralità dei nodi nella rete.